# ヨハン・ゲオルク (ブランデンブルク選帝侯)

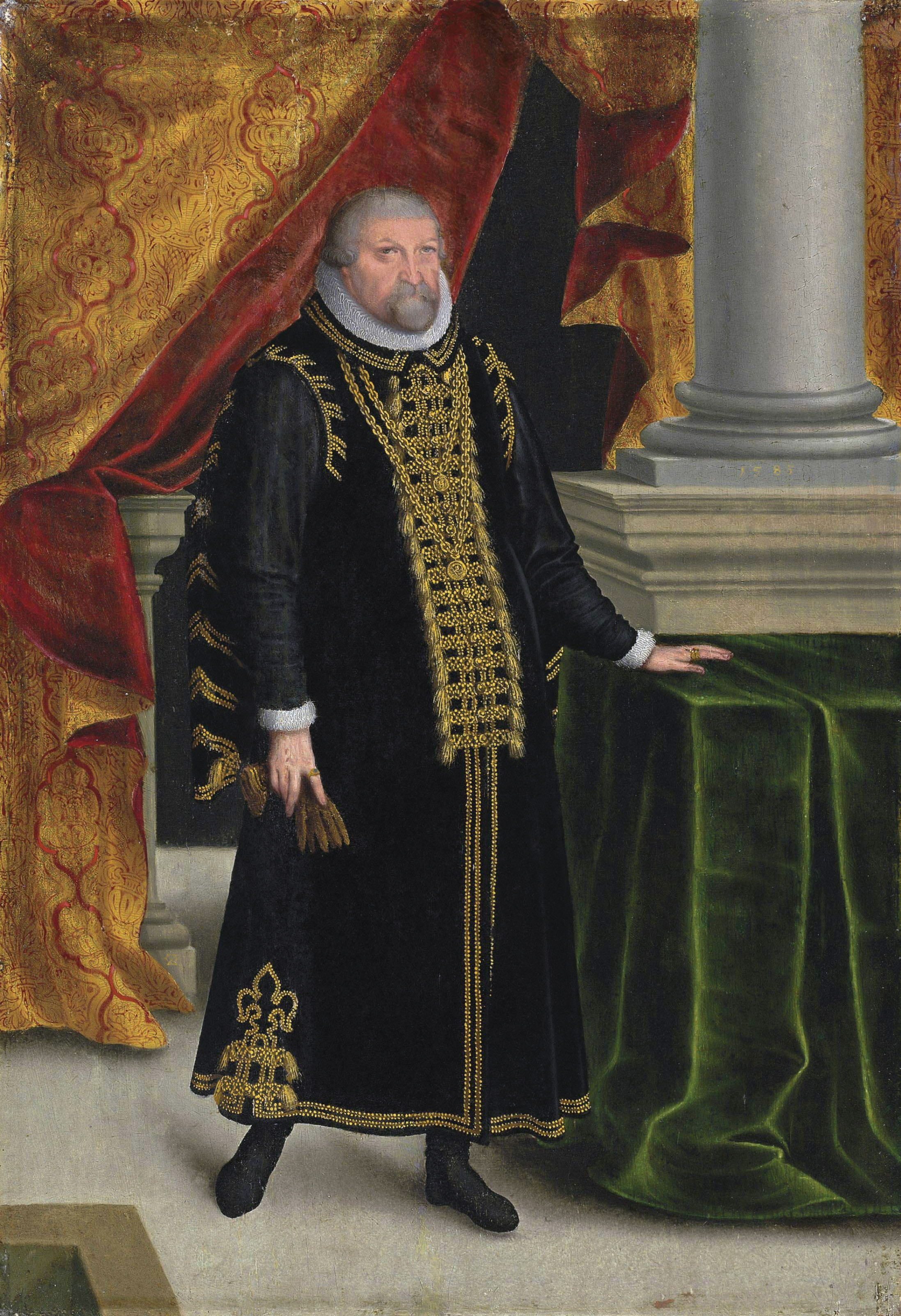
ヨハン・ゲオルク（1585年）

ヨハン・ゲオルク（Johann Georg, 1525年9月11日 - 1598年1月18日）は、ブランデンブルク選帝侯（在位：1571年 - 1598年）。ザクセン選帝侯クリスティアン1世（1591年没）の死後、ザクセン＝ヴァイマル公フリードリヒ・ヴィルヘルム1世とともにザクセン選帝侯領の統治を行った。

## 生涯
ヨハン・ゲオルクは、ヨアヒム2世とその最初の妻マグダレーネ・フォン・ザクセンの間に長男として生まれた。
1560年、ブランデンブルク司教ヨアヒム・フォン・ミュンスターベルクはヨハン・ゲオルクを支持してブランデンブルク司教領を放棄し、ゲオルクがその統治者となった。
祖父である選帝侯ヨアヒム1世の死後、ブランデンブルク領は父ヨアヒム2世の選帝侯領と、その弟ヨハンのブランデンブルク＝キュストリン辺境伯領としてのノイマルク領に分割されていた。1570年、ヨハン・ゲオルクは長男のヨアヒム・フリードリヒと叔父のブランデンブルク＝キュストリン辺境伯ヨハンの娘カタリーナを結婚させた。翌1571年にヨハンが息子の無いまま亡くなったため、ブランデンブルク＝キュストリン辺境伯領をブランデンブルク選帝侯領に編入した。
ヨハン・ゲオルクは、1571年1月3日にケーぺニック城で亡くなった父ヨアヒム2世から250万ギルダーの借金を引き継いだ。ベルリンにある父親の召使たちのすべての家を捜索して封印するよう手配し、同時にベルリンのでユダヤ人に対する迫害行為を許可し、クロスター通りの北側（現在はカール・リープクネヒト通りの北）にある小ユダヤ館（クライナー・ユーデンホーフ）のシナゴーグは破壊され、ほとんどのユダヤ人の家が略奪された。略奪者たちは盗んだ約束手形を燃やした。その一方で、商人グリーベンのようなルター派の重要な債権者は、選帝侯の保護に頼ることができた。ヨハン・ゲオルクはその後、このように攻撃や危害を受けたユダヤ人に外出禁止令を課した。
ヨハン・ゲオルク・リッポルトは、父親の造幣局長で宮廷ユダヤ人でもあったベン・フルヒムを経済的困窮の犯人として有罪とし、1571年に国家収入の横領と不当利得の罪で告発した。宮廷ユダヤ人としてリッポルトは貸し手であったため、支払われる利息によりお金を稼いでいた。ヨアヒム2世の生前にも利子の額についての苦情があったが、ヨアヒム2世はこれを拒否した。リッポルトは、ブランデンブルクのフランクフルト・アン・デア・オーダーにあるルター派の金融業者がさらに高い金利を課していることを指摘したが、領内の通貨価値が下落していることを考えれば、これは驚くべきことではない。
ヨアヒム2世の死は、リッポルトの貴族、商人、その他の債務者だけでなく、新選帝侯ヨハン・ゲオルクにもユダヤ人の債権者を追い出す機会を与えた。しかし、横領の裁判では、法廷はすべての資料を調べた後、リッポルトの無罪を宣告した。それどころか、裁判官はヨアヒム2世がリッポルトに対し依然として89ターラー5グロッシェン銀貨の負債を負っていることを確認した。
その間、ブランデンブルク首相ランパート・ディステルマイヤー首相は、リッポルトの債務者に相殺質権を引き渡し、法的根拠もなしに返済なしの約束手形を発行した。しかし、反対派は休むことはなく、公判前拘留の3か月後に自宅軟禁下に置かれていたリッポルトは釈放されなかったが、1573年に自宅軟禁が終了する3日前に、リッポルトは虚偽の容疑をかけられた。魔術と殺人の罪に問われ、カロリーナ刑事法典第44条に従い恥ずべき裁判にかけられた。魔術の告発により拷問の使用が認められたため、ヨハン・ゲオルク・リッポルトは拷問により、雇い主であり保護者でもあるヨアヒム2世を毒殺したという自白をさせられた。
リッポルトは1573年1月28日に死刑判決を受け、四つ裂きの刑に処せられた。リッポルトの死は、ヨアヒム2世の下で領内の誰よりも高額な強制徴収金と税金を支払わなければならなかった辺境伯領のユダヤ人にとって、さらに困難な時期となったことを示した。ヨハン・ゲオルクは遅くとも1573年2月1日までに追放を命じたが、それでもユダヤ人らは資産を清算してゲオルクに支払わなければならなかった。ユダヤ人のほとんどはプラハに行き、また、多くはポーランドに行き、ポーランド王カジミェシュ3世がユダヤ人に保護状を発行した。ヨハン・ゲオルクはユダヤ人がブランデンブルクに定住することを禁じたが、この規定は1671年に大選帝侯フリードリヒ・ヴィルヘルムの布告によって初めて改正された。
これらの残酷な行き過ぎた政策の後、ヨハン・ゲオルクは1574年7月13日にベルリンに最初の人文主義教育機関、グレイ修道院のプロテスタンド・ギムナジウムを設立した。何よりも、ヨハン・ゲオルクは父親の高額な宮廷における出費の埋め合わせをしようと努めた。クーアマルクの債務超過に対する懸念と、借金の効率的な管理と返済により、ヨハン・ゲオルクは経済家（Oeconomicus）というあだ名が付けられた。
帝国内のルター派の地域が1577年にマルティン・ルターの死後、神学論争を和協信条により終結させようとしたとき、ヨハン・ゲオルクは文書に署名し、辺境領内の教会のすべての牧師と教師を1577年7月22日にベルリンに来させ、ルター派に対し信仰告白をさせた。また、ヨハン・ゲオルクは1580年のコンコルドの書にも署名した。
中庸と不変性を重視した選帝侯は新しいことを嫌った。また、ヴェッティン家やヨーロッパのほとんどのプロテスタント君主のように、教皇グレゴリウス13世の暦改革を導入しなかった。
ヨハン・ゲオルクの死後、選帝侯位は息子のヨアヒム・フリードリヒが継承した。

## 勝利の並木道の像
ベルリンにあった勝利の並木道のため、彫刻家マルティン・ヴォルフがヨハン・ゲオルクの像を中心とした記念碑群21を設計した。胸に十字架を掲げたヨハン・ゲオルクの像は、宗教問題に対する選帝侯の厳格さを強調している。ヨハン・ゲオルクは肘掛け椅子の背もたれに腰掛けており、その上にはシュパンダウ城塞の設計図が置かれている。両脇には、ローフス・ツ・ライナール伯爵（城塞の主な建築家）とゲオルクの厳格な緊縮政策を支持したランパート・ディステルマイヤー首相の胸像があった。その記念碑群の除幕式は1901年12月18日に行われた。

## 子女

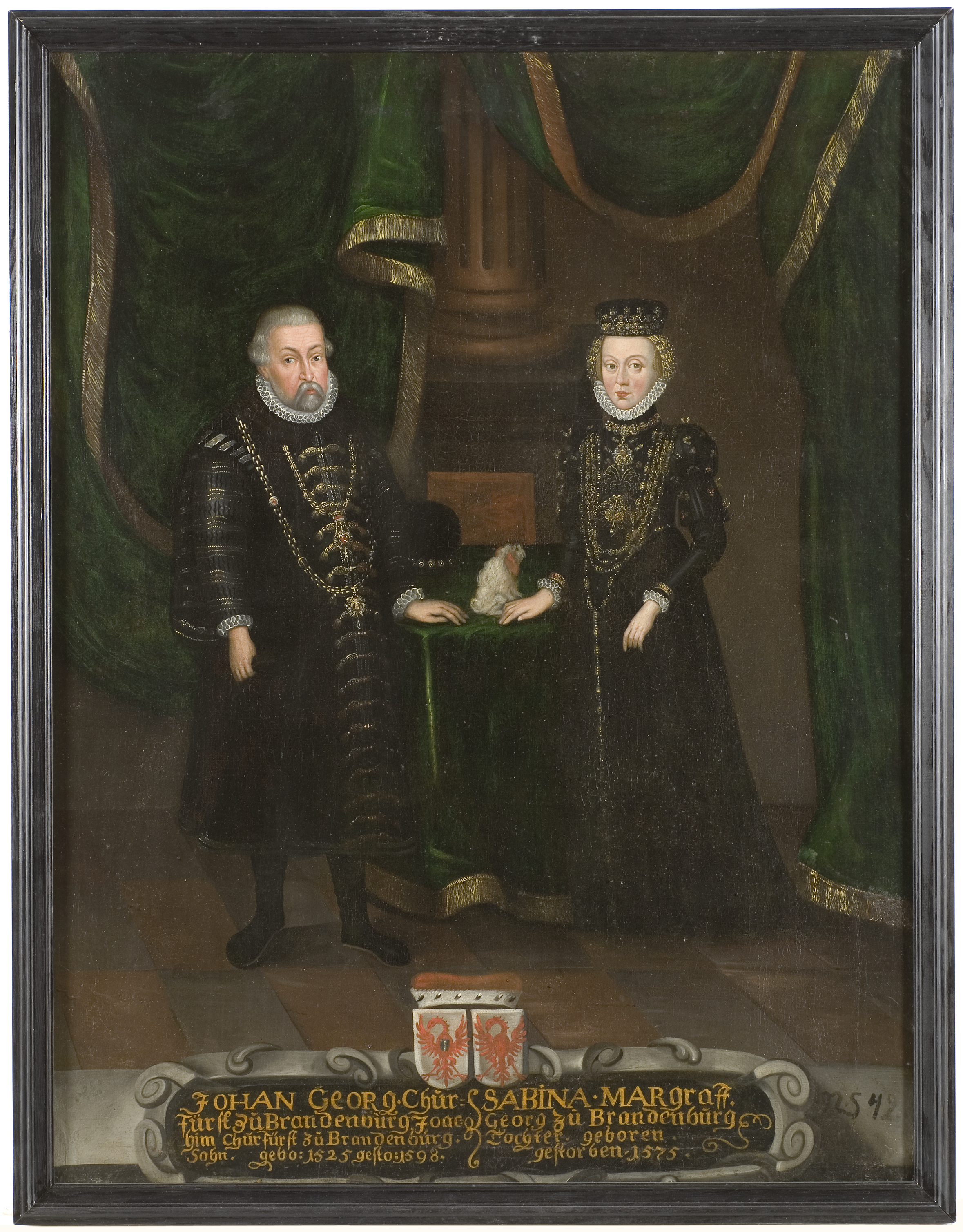
ヨハン・ゲオルクと妃ザビーナ

1545年にレグニツァ公フリデリク2世の娘ゾフィアと結婚。
- ヨアヒム・フリードリヒ（1546年 - 1608年） - ブランデンブルク選帝侯

1548年にブランデンブルク＝アンスバッハ辺境伯ゲオルク（アルブレヒト・アヒレスの曾孫）の娘ザビーナと再婚し、3男8女をもうける。
- ゲオルク・アルブレヒト（1555年 - 1557年）
- エルトムーテ（1561年 - 1623年） - 1577年にポンメルン＝シュチェチン公ヨハン・フリードリヒに嫁ぐ
- アンナ・マリア（1567年 - 1618年） - 1581年にポンメルン＝シュチェチン公バルニム10世に嫁ぐ
- ゾフィー（1568年 - 1622年） - ザクセン選帝侯クリスティアン1世に嫁ぐ

1577年にアンハルト侯ヨアヒム・エルンストの娘エリーザベトと再婚し、7男4女をもうける。
- クリスティアン（1581年 - 1655年） - ブランデンブルク＝バイロイト辺境伯
- マグダレーナ（1582年 - 1616年） - ヘッセン＝ダルムシュタット方伯ルートヴィヒ5世に嫁ぐ
- ヨアヒム・エルンスト（1583年 - 1625年） - ブランデンブルク＝アンスバッハ辺境伯
- アグネス（1584年 - 1629年） - 1604年にポンメルン＝ヴォルガスト公フィリップ・ユリウス、ザクセン＝ラウエンブルク公フランツ2世の息子フランツ・カールに嫁ぐ
- フリードリヒ（1588年 - 1611年）
- エリーザベト・ゾフィー（1589年 - 1629年） - ヤヌシュ・ラジヴィウ侯、ザクセン＝ラウエンブルク公ユリウス・ハインリヒに嫁ぐ
- ドロテア・ジビッラ（1590年 - 1625年） - ブジェク公ヤン・クリスティアンに嫁ぐ
- ゲオルク・アルブレヒト（1591年 - 1615年）
- ジギスムント（1592年 - 1640年）
- ヨハン（1597年 - 1627年）
- ヨハン・ゲオルク（1598年 - 1637年）